# Макрей, Элизабет
Элизабет Хендон Макрей (англ. Elizabeth Hendon MacRae; 22 февраля 1936, Фейетвилл, Северная Каролина — 27 мая 2024) — американская актриса.

## Биография
Элизабет Макрей родилась в Колумбии, Южная Каролина, в 1936 году и является средним ребенком в семье уроженки Алабамы Дороти Хендон и Джеймса Макрея. Её отец, адвокат, перевез семью в Фейетвилл, Северная Каролина. Элизабет выросла в Фейетвилле, там получила начальное образование, и родители отправили ее в Вашингтон, округ Колумбия, чтобы закончить среднее образование в Холтон-Армс, независимом колледже-школе для девочек.
После окончания колледжа Макрей решила продолжить актерскую карьеру и в 1956 году отправилась в Атланту, штат Джорджия, на прослушивание на роль в постановке режиссера Отто Премингера «Святая Джоан». Ей не удалось получить роль в фильме. В октябре 1956 года переехала в Нью-Йорк, где в течение двух лет училась у Уты Хаген в студии Герберта Бергхофа и приобрела сценический опыт, играя различных персонажей в бродвейских и летних стоковых постановках.

## Карьера
Во второй половине 1958 года Макрей проходила прослушивание на роль в кино, а также в телевизионных постановках в Лос-Анджелесе. Там же она продолжила свое обучение театральному искусству в Калифорнийском институте искусств и возобновила обучение рисованию, посещая занятия в Колледже искусств и дизайна Отиса. Она снова пробовалась у Отто Премингера на роль Мэри Пилант в криминальном фильме «Анатомия убийства» (1959). Вскоре Макрей получила свою первую роль на телевидении, сыграв свидетельницу в сериале «Зал суда». В течение следующих нескольких лет Макрей начала всё чаще выступать в более значимых ролях в телевизионных драмах и комедиях положений, в конечном счёте появляясь в самых разнообразных популярных еженедельных сериалах, большинство из которых являются постановками 1960-х и 1970-х годов.
Макрей продолжала выступать на телевидении в течение 1980-х годов, но к тому времени почти исключительно в дневных мыльных операх.
За долгие годы работы Макрей на телевидении вышло шесть сериалов, в которых она сыграла в трех или более эпизодах. Она исполнила разных персонажей в четырех эпизодах приключенческой криминальной драмы «Маршрут 66» и в трёх эпизодах «Серфсайд 6».

## Личная жизнь
12 августа 1955 года Макрей вышла замуж за Эймоса Морхеда Стека-младшего в Фейетвилле, Северная Каролина. Продолжительность их брака и обстоятельства его расторжения не установлены официальными документами. Она вышла замуж во второй раз в 1965 году за голливудского актера и сценариста Недрика Янга. Пара оставалась вместе до тех пор, пока 54-летний Янг не умер от болезни сердца всего три года спустя. На следующий год, в 1969 году, Макрей вышла замуж за исполнительного директора «Wells Fargo» Чарльза Дэя Хэлси-младшего в Палм-Спрингсе, Калифорния.
Скончалась 27 мая 2024 года на 89-м году жизни.